# Mistrzostwa Świata w Piłce Siatkowej Kobiet 2018 (eliminacje strefy AVC)
Eliminacje strefy AVC do Mistrzostw Świata w Piłce Siatkowej Kobiet 2018 odbywały się w dwóch rundach kwalifikacyjnych i brało w nich udział 15 reprezentacji. Eliminacje wyłoniły 4 zespoły, które awansowały do Mistrzostw Świata w Piłce Siatkowej Kobiet 2018.
Japonia jako gospodarz turnieju automatycznie zakwalifikowała się na Mistrzostwa Świata w Piłce Siatkowej Kobiet 2018.

## Uczestnicy
W eliminacjach miało uczestniczyć 17 z 65 członków federacji AVC, ale w wyniku zmian, które dokonały się w systemie rozgrywek w strefie Azji Środkowej, ostatecznie w eliminacjach wzięło udział 15 drużyn. Siedem zespołów najwyżej sklasyfikowanych w rankingu FIVB ze stycznia 2015 r. rozpoczęło rozgrywki od drugiej rundy. Pozostałe drużyny w ramach pierwszej rundy rozegrały turnieje kwalifikacyjne w swoich strefach regionalnych. Przedstawiciele Azji Zachodniej oraz Południowo-Wschodniej nie przystąpili do eliminacji.
| Drużyny rozpoczynające od drugiej rundy                                       | Drużyny rozpoczynające od pierwszej rundy Azja Centralna | Drużyny nieuczestniczące w eliminacjach                                                                                                   | Drużyny nieuczestniczące w eliminacjach | Drużyny nieuczestniczące w eliminacjach |
| ----------------------------------------------------------------------------- | -------------------------------------------------------- | --- | --- | --- |
| Chiny Korea Południowa Tajlandia Kazachstan Chińskie Tajpej Wietnam Australia | Iran Malediwy Nepal Bangladesz* Indie* Uzbekistan*       | Arabia Saudyjska Bahrajn Bhutan Brunei Filipiny Guam Hongkong Indonezja Irak Iran Jemen Jordania Kambodża Katar Kirgistan Kiribati Kuwejt | Laos Liban Malezja Mariany Północne Mikronezja Mjanma Mongolia Nauru Niue Oman Pakistan Palau Palestyna Papua-Nowa Gwinea Polinezja Francuska | Samoa Samoa Amerykańskie Singapur Sri Lanka Syria Tadżykistan Timor Wschodni Turkmenistan Tuvalu Vanuatu Wyspy Cooka Wyspy Marshalla Wyspy Salomona Zjednoczone Emiraty Arabskie |
| Drużyny rozpoczynające od pierwszej rundy Oceania                             | Drużyny rozpoczynające od pierwszej rundy Azja Wschodnia | Arabia Saudyjska Bahrajn Bhutan Brunei Filipiny Guam Hongkong Indonezja Irak Iran Jemen Jordania Kambodża Katar Kirgistan Kiribati Kuwejt | Laos Liban Malezja Mariany Północne Mikronezja Mjanma Mongolia Nauru Niue Oman Pakistan Palau Palestyna Papua-Nowa Gwinea Polinezja Francuska | Samoa Samoa Amerykańskie Singapur Sri Lanka Syria Tadżykistan Timor Wschodni Turkmenistan Tuvalu Vanuatu Wyspy Cooka Wyspy Marshalla Wyspy Salomona Zjednoczone Emiraty Arabskie |
| Fidżi Nowa Zelandia* Tonga*                                                   | Korea Północna Makau*                                    | Arabia Saudyjska Bahrajn Bhutan Brunei Filipiny Guam Hongkong Indonezja Irak Iran Jemen Jordania Kambodża Katar Kirgistan Kiribati Kuwejt | Laos Liban Malezja Mariany Północne Mikronezja Mjanma Mongolia Nauru Niue Oman Pakistan Palau Palestyna Papua-Nowa Gwinea Polinezja Francuska | Samoa Samoa Amerykańskie Singapur Sri Lanka Syria Tadżykistan Timor Wschodni Turkmenistan Tuvalu Vanuatu Wyspy Cooka Wyspy Marshalla Wyspy Salomona Zjednoczone Emiraty Arabskie |

*- drużyny, które początkowo miały brać udział w eliminacjach, ale ostatecznie nie przystąpiły do kwalifikacji

## Pierwsza runda kwalifikacyjna
Każda z trzech stref przeprowadziła swoje kwalifikacje, w których zespoły walczyły o awans do drugiej rundy. W strefach zostali wybrani gospodarze turniejów grupowych. Rozgrywki były prowadzone systemem kołowym, „każdy z każdym” bez meczów rewanżowych. Zwycięzcy z każdej strefy awansowali do drugiej rundy kwalifikacyjnej.
Przed rozpoczęciem kwalifikacji w swoich strefach z rozgrywek wycofały się reprezentacje Nowej Zelandii, Tonga (Oceania) oraz Makau (Azja Wschodnia). W związku z tym reprezentacje Fidżi (Oceania) i Korei Północnej (Azja Wschodnia) automatycznie awansowały do drugiej rundy kwalifikacyjnej.

### Azja Centralna
Początkowo w turnieju strefy Azji Środkowej, których gospodarzem wybrane zostały Indie, miało brać udział pięć reprezentacji: Bangladeszu, Indii, Malediwów, Nepalu i Uzbekistanu. Jednak w związku z wewnętrznymi problemami w Federacji Piłki Siatkowej Indii Azjatycka Konfederacja Piłki Siatkowej zdecydowała się na przeniesienie rozgrywek do Male na Malediwach. AVC poinformowało zainteresowane federacje, że jeśli chcą wziąć udział w turnieju kwalifikacyjnym, muszą potwierdzić swój udział Azjatyckiej Konfederacji i Związkowi Piłki Siatkowej Malediwów do 31 grudnia 2016r. Ostatecznie w turnieju zagrały trzy reprezentacje: Malediwów, Iranu i Nepalu.
 Indoor hall of Youth Centre, Male, Malediwy
     Awans do drugiej rundy kwalifikacyjnej
| Lp. | Drużyna  | Mecze | Mecze   | Mecze   | Pkt | Sety | Sety | Sety  | Małe punkty | Małe punkty | Małe punkty |
| Lp. | Drużyna  | M     | W (3:2) | P (2:3) | Pkt | wyg. | prz. | ratio | zdob.       | str.        | ratio       |
| --- | -------- | ----- | ------- | ------- | --- | ---- | ---- | ----- | ----------- | ----------- | ----------- |
| 1   | Iran     | 2     | 2 (0)   | 0 (0)   | 6   | 6    | 0    | MAX   | 150         | 67          | 2.239       |
| 2   | Nepal    | 2     | 1 (0)   | 1 (0)   | 3   | 3    | 3    | 1.000 | 111         | 122         | 0.910       |
| 3   | Malediwy | 2     | 0 (0)   | 2 (0)   | 0   | 0    | 6    | 0.000 | 78          | 150         | 0.520       |

Źródło: fivb.org
Punktacja: 3:0 i 3:1 – 3 pkt; 3:2 – 2 pkt; 2:3 – 1 pkt; 1:3 i 0:3 – 0 pkt
Zasady ustalania kolejności: 1. liczba zwycięstw; 2. liczba punktów; 3. stosunek setów; 4. stosunek małych punktów; 5. bilans w bezpośrednich meczach
| Data       | Godz. | Drużyna 1 | Wynik | Drużyna 2 | 1     | 2     | 3     | 4 | 5 | Widzów | * |
| ---------- | ----- | --------- | ----- | --------- | ----- | ----- | ----- | - | - | ------ | - |
| 2017-01-27 | 16:45 | Malediwy  | 0:3   | Nepal     | 17:25 | 17:25 | 13:25 |   |   |        |   |
| 2017-01-28 | 16:45 | Nepal     | 0:3   | Iran      | 12:25 | 12:25 | 12:25 |   |   |        |   |
| 2017-01-29 | 16:45 | Malediwy  | 0:3   | Iran      | 4:25  | 12:25 | 15:25 |   |   |        |   |

## Druga runda kwalifikacyjna
Do zwycięzców stref regionalnych dołączyło 7 drużyn najwyżej sklasyfikowanych w rankingu FIVB. Wszystkie 10 drużyn zostało rozdzielonych do dwóch pięciozespołowych grup. 6 zespołów najwyżej w rankingu zostały rozmieszczone w grupach systemem serpentyny, pozostałe 4 drużyny zostały rozlosowane po zakończeniu pierwszej rundy. W każdej grupie zostali wybrani gospodarze turniejów grupowych. Rozgrywki były prowadzone systemem kołowym, „każdy z każdym” bez meczów rewanżowych. Po dwa najlepsze zespoły z każdej grupy uzyskały kwalifikację do Mistrzostw Świata w Piłce Siatkowej Kobiet 2018.
Skład grup przedstawia tabela:
| Grupa A         | Grupa B          |
| --------------- | ---------------- |
| Chiny           | Korea Południowa |
| Kazachstan      | Tajlandia        |
| Chińskie Tajpej | Wietnam          |
| Australia       | Iran             |
| Fidżi           | Korea Północna   |

### Grupa A
Pałac Sportu im. Baluana Sholaka, Ałmaty, Kazachstan
     Awans na Mistrzostwa Świata w Piłce Siatkowej Kobiet 2018
| Lp. | Drużyna         | Mecze | Mecze   | Mecze   | Pkt | Sety | Sety | Sety  | Małe punkty | Małe punkty | Małe punkty |
| Lp. | Drużyna         | M     | W (3:2) | P (2:3) | Pkt | wyg. | prz. | ratio | zdob.       | str.        | ratio       |
| --- | --------------- | ----- | ------- | ------- | --- | ---- | ---- | ----- | ----------- | ----------- | ----------- |
| 1   | Chiny           | 4     | 4 (0)   | 0 (0)   | 12  | 12   | 0    | MAX   | 300         | 160         | 1.875       |
| 2   | Kazachstan      | 4     | 3 (0)   | 1 (0)   | 9   | 9    | 5    | 1.800 | 314         | 250         | 1.256       |
| 3   | Chińskie Tajpej | 4     | 2 (0)   | 2 (0)   | 6   | 7    | 6    | 1.167 | 271         | 244         | 1.111       |
| 4   | Australia       | 4     | 1 (0)   | 3 (0)   | 3   | 4    | 9    | 0.444 | 215         | 291         | 0.739       |
| 5   | Fidżi           | 4     | 0 (0)   | 4 (0)   | 0   | 0    | 12   | 0.000 | 145         | 300         | 0.483       |

Źródło: asianvolleyball.net
Punktacja: 3:0 i 3:1 – 3 pkt; 3:2 – 2 pkt; 2:3 – 1 pkt; 1:3 i 0:3 – 0 pkt
Zasady ustalania kolejności: 1. liczba zwycięstw; 2. liczba punktów; 3. stosunek setów; 4. stosunek małych punktów; 5. bilans w bezpośrednich meczach
| Data       | Godz. | Drużyna 1       | Wynik | Drużyna 2       | 1     | 2     | 3     | 4     | 5 | Widzów | *  |
| ---------- | ----- | --------------- | ----- | --------------- | ----- | ----- | ----- | ----- | - | ------ | -- |
| 2017-09-20 | 16:00 | Chiny           | 3:0   | Fidżi           | 25:5  | 25:10 | 25:14 |       |   | 795    | 1  |
| 2017-09-20 | 19:00 | Australia       | 0:3   | Chińskie Tajpej | 23:25 | 13:25 | 8:25  |       |   | 800    | 2  |
| 2017-09-21 | 16:00 | Fidżi           | 0:3   | Australia       | 18:25 | 16:25 | 10:25 |       |   | 264    | 3  |
| 2017-09-21 | 19:00 | Kazachstan      | 0:3   | Chiny           | 14:25 | 19:25 | 15:25 |       |   | 2100   | 4  |
| 2017-09-22 | 16:00 | Chińskie Tajpej | 3:0   | Fidżi           | 25:9  | 25:12 | 25:10 |       |   | 250    | 5  |
| 2017-09-22 | 19:00 | Australia       | 1:3   | Kazachstan      | 15:25 | 6:25  | 25:22 | 9:25  |   | 2000   | 6  |
| 2017-09-23 | 16:00 | Chiny           | 3:0   | Australia       | 25:15 | 25:6  | 25:20 |       |   | 1000   | 7  |
| 2017-09-23 | 19:00 | Kazachstan      | 3:1   | Chińskie Tajpej | 25:15 | 19:25 | 25:19 | 25:20 |   | 2500   | 8  |
| 2017-09-24 | 16:00 | Chińskie Tajpej | 0:3   | Chiny           | 18:25 | 14:25 | 10:25 |       |   | 1500   | 9  |
| 2017-09-24 | 19:00 | Fidżi           | 0:3   | Kazachstan      | 8:25  | 19:25 | 14:25 |       |   | 2300   | 10 |

### Grupa B
Gimnazjum Centrum Sportu Nakhon Pathom, Nakhon Pathom, Tajlandia
     Awans na Mistrzostwa Świata w Piłce Siatkowej Kobiet 2018
| Lp. | Drużyna          | Mecze | Mecze   | Mecze   | Pkt | Sety | Sety | Sety  | Małe punkty | Małe punkty | Małe punkty |
| Lp. | Drużyna          | M     | W (3:2) | P (2:3) | Pkt | wyg. | prz. | ratio | zdob.       | str.        | ratio       |
| --- | ---------------- | ----- | ------- | ------- | --- | ---- | ---- | ----- | ----------- | ----------- | ----------- |
| 1   | Korea Południowa | 4     | 4 (0)   | 0 (0)   | 12  | 12   | 0    | MAX   | 300         | 222         | 1.351       |
| 2   | Tajlandia        | 4     | 3 (0)   | 1 (0)   | 9   | 9    | 3    | 3.000 | 284         | 229         | 1.240       |
| 3   | Korea Północna   | 4     | 2 (0)   | 2 (0)   | 6   | 6    | 6    | 1.000 | 270         | 265         | 1.019       |
| 4   | Wietnam          | 4     | 1 (0)   | 3 (0)   | 3   | 3    | 10   | 0.300 | 263         | 309         | 0.851       |
| 5   | Iran             | 4     | 0 (0)   | 4 (0)   | 0   | 1    | 12   | 0.083 | 232         | 324         | 0.716       |

Źródło: asianvolleyball.net
Punktacja: 3:0 i 3:1 – 3 pkt; 3:2 – 2 pkt; 2:3 – 1 pkt; 1:3 i 0:3 – 0 pkt
Zasady ustalania kolejności: 1. liczba zwycięstw; 2. liczba punktów; 3. stosunek setów; 4. stosunek małych punktów; 5. bilans w bezpośrednich meczach
| Data       | Godz. | Drużyna 1        | Wynik | Drużyna 2        | 1     | 2     | 3     | 4     | 5 | Widzów | *  |
| ---------- | ----- | ---------------- | ----- | ---------------- | ----- | ----- | ----- | ----- | - | ------ | -- |
| 2017-09-20 | 15:30 | Korea Północna   | 0:3   | Korea Południowa | 17:25 | 23:25 | 19:25 |       |   | 3800   | 1  |
| 2017-09-20 | 18:15 | Tajlandia        | 3:0   | Iran             | 25:14 | 25:15 | 25:13 |       |   | 4200   | 2  |
| 2017-09-21 | 15:30 | Iran             | 0:3   | Korea Północna   | 23:25 | 11:25 | 18:25 |       |   | 3300   | 3  |
| 2017-09-21 | 18:15 | Tajlandia        | 3:0   | Wietnam          | 25:17 | 25:17 | 25:17 |       |   | 5200   | 4  |
| 2017-09-22 | 15:30 | Wietnam          | 0:3   | Korea Północna   | 21:25 | 22:25 | 20:25 |       |   | 1200   | 5  |
| 2017-09-22 | 18:15 | Korea Południowa | 3:0   | Iran             | 25:26 | 25:18 | 25:20 |       |   | 2500   | 6  |
| 2017-09-23 | 15:30 | Wietnam          | 0:3   | Korea Południowa | 21:25 | 13:25 | 16:25 |       |   | 5100   | 7  |
| 2017-09-23 | 18:15 | Tajlandia        | 3:0   | Korea Północna   | 25:21 | 25:21 | 25:19 |       |   | 6200   | 8  |
| 2017-09-24 | 15:30 | Wietnam          | 3:1   | Iran             | 24:26 | 25:22 | 25:17 | 25:19 |   | 5000   | 9  |
| 2017-09-24 | 18:15 | Tajlandia        | 0:3   | Korea Południowa | 22:25 | 16:25 | 21:25 |       |   | 7000   | 10 |